# 板坂元
板坂 元（いたさか げん、1922年11月21日 - 2004年7月26日）は、日本の日本文学者。文芸評論・文化評論家。
文学研究者としては、近世文学を専攻。

## 来歴
1922年（大正11年）、中華民国・南京市生まれ。父は開業医で南京居留民団長だった板坂瑠一。板坂家は17代続いた医師の家系で、江戸時代は大村家に藩医として代々仕えた。
帰朝し、子供時代を長崎で過ごす。1943年（昭和18年）9月、旧制佐賀高校文科乙類（ドイツ語）を繰り上げ卒業。10月、東京帝国大学文学部国文科に入学。12月、学徒出陣で小倉市の野戦重砲連隊に入営。のち第6航空情報連隊に配属。武漢など大陸を転戦し、1946年（昭和21年）復員。
1950年（昭和25年）、東京大学を卒業。同大学院修士課程に進み、研究を続けながら武蔵高等学校で教鞭をとる。
1953年（昭和28年）、西鶴や芭蕉の当時未知の句を多数含む稀書『詞林金玉集』を宮内庁書陵部で発見し、学界に紹介した。また、この年から時枝誠記編『例解国語辞典』（1956年）の執筆に参加した。
1954年（昭和29年）、修士課程を修了し成城大学に赴任。翌年にかけて『広辞苑』初版（1955年）の執筆に当時の妻・竹内美智子と共に参加した。
1955年（昭和30年）、森銑三の「西鶴の作品で実際に西鶴が書いたものは『好色一代男』のみ」という説をめぐり『文学』誌上で論争となった。
1957年（昭和32年）9月よりイギリス・ケンブリッジ大学で日本語・日本文学を講じた。また、同大学の江戸時代文献の目録作成に従事した。1958年に生まれた長女・幾久子（板坂きっこ、Kiko Itasaka）は「百万人の英語」講師であり、のちのNBCニュース東京支局長。
1960年（昭和35年）ライシャワー教授に招かれてアメリカ合衆国・ハーバード大学へ赴任し、その後24年間にわたり日本語・日本文学を講じた。招聘の目的の一つはライシャワーが戦前著した日本語教本を二人で改訂することだったが、ライシャワーがケネディ政権の駐日大使に任命されたためすれ違いとなり、事実上一人で改訂作業を行った（名義上はハワード・ヒベットと共著）。
在米中に『Kodansha Encyclopedia of Japan（英文日本大百科事典）』の編集長を務めた。当時ハーバードの学生だった小和田雅子（現皇后）は、アルバイトで編集作業に参加したことがある。
1985年（昭和60年）帰国、創価大学客員教授、創価女子短期大学教授、同大副学長を務めた。
近世文学専門だが、50代からはアメリカ事情、日本文化論のほか、知的生活指南、セックス談義、文章入門など雑多な一般書を数多く著した。

## 著書
- 『日本人の論理構造』講談社〈講談社現代新書〉、1971年。
- 『ああアメリカ 傷だらけの巨像』講談社〈講談社現代新書〉、1973年。
- 『考える技術・書く技術』講談社〈講談社現代新書〉、1973年。
- 『続 考える技術・書く技術』講談社〈講談社現代新書〉、1977年。
- 『日本語横丁』至文堂〈至文堂選書〉、1974年。
  - 『日本語横丁』講談社〈講談社学術文庫〉、1978年。
  - 『日本語を外から見れば』創拓社、1989年。（改題）
- 『日本文学三六五日（上）』講談社〈講談社現代新書〉、1974年。
- 『日本文学三六五日（下）』講談社〈講談社現代新書〉、1974年。
- 『町人文化の開花』講談社〈講談社現代新書 日本の古典4〉、1975年。
- 『日本語の表情』講談社〈講談社現代新書〉、1978年。
- 『アメリカ診断』講談社、1978年。
- 『何を書くか、どう書くか : 知的文章の技術』光文社〈カッパブックス〉、1980年。
  - 『何を書くか、どう書くか』PHP研究所〈PHP文庫〉、1997年。
- 『遥かなる隣国アメリカ』講談社、1980年。
- 『ミーの時代はグルメを生む』ダイヤモンド社 1981
- 『アメリカン・リポート』読売新聞社 1981
- 『アメリカを読む』ティビーエス・ブリタニカ 1982 のち旺文社文庫 1985
- 『ニュー・クラスのアメリカ』文藝春秋 1982
- 『市民感覚のアメリカ人』福武書店 1982 のち旺文社文庫
- 『新アメリカン・リポート』読売新聞社 1983
- 『能率人間のリラックス教本 競争社会に生きる』ベストセラーズ（ワニの本）1983　 「能率人間の知的時間のつぶし方」文庫
- 『猥褻な話大好き 紳士用それとも淑女用ですか』ベストセラーズ（ワニの本）1983 「紳士・淑女のためのこんな性の話もある」文庫
- 『外から見る日本 内から見る世界 グローバル対談』グリーンアロー出版社 1984
- 『ハーバード通信』文藝春秋 1984
- 『板坂元のアメリカンルール』ダイヤモンド社 1984
- 『英語人種のエチケット教本 ニッポン人の文明開化講座』ベストセラーズ（ワニの本）1984　「エチケットの「なぜ?」教えます」文庫
- 『アメリカ流男のこもん・せんす』PHP研究所 1984 のち文庫 1990
- 『“漢字"おもしろ教養読本 あなたの知性は試される』文化創作出版（マイ・ブック）1984
- 『たっぷりアメリカちょっとずつ』講談社 1985
- 『板坂元のアメリカうんちく詀詀』講談社 1985
- 『ちょっとマジメにあの話 男と女の大学問』講談社 1985 「もっと愉しくアノ話」ワニ文庫 1990
- Gates to Japan: Its People and Society AOTS chosakai,1986
- 『アメリカナウ・アンド・ゼン』潮出版社 1986
- 『板坂元の江戸再発見』読売新聞社 1987
- 『たまには性の話もいいもんだ 男と女、どっちがエッチか』ベストセラーズ（ワニの本）1987
- 『知的仕事の技術 遊びの技術 ガムシャラ人間はダメになる』文化創作出版（マイブック）1987
- 『知的仕事のマナー術 知らなきゃ、大恥! 金と力のビジネスだけでは失敗する』文化創作出版 1987
- 『怯えるアメリカ人 傲慢の裏の真実を読め』光文社（カッパ・ブックス）1988
- 『実年のための知的生活入門 人生はこれからが面白い』正続 PHP研究所 1988-1991 「人生後半のための知的生活入門」「人生後半のための知的生きがい入門」文庫
- 『異文化摩擦の根っこ』スリーエーネットワーク 1988
- 『「粋」の人間学「野暮」の仕事術 日本人はここが面白い・ここがおかしい』大和出版 1989
- 『板坂元のおもしろ雑学四文字熟語』三笠書房 1989
- 『実力発揮は演出しだい 交渉と説得の技術』大陸書房 1989
- 『国際派感覚が身につく本 続-「粋」の人間学「野暮」の仕事術』大和出版 1989
- 『文房具が好きな人の本 選び、使い、楽しむコツ 私のこだわり方』日本実業出版社 1989
- 『考えなければ、幸福は生まれない。「豊かな人生」への28の視点』PHP研究所 1989 「人生後半のための優雅な生き方」文庫 1994
- 『「アメリカ」がわかれば「日本」が見えてくる 知米派no.1が明かす「Time」の裏読み・45項』大和出版 1989
- 『ことばの技術』フォー・ユー 1990
- 『日本人「豊かさ」の中での堕落 欲ボケ、幸せボケの頭を切り換える発想』大和出版 1990
- 『いま問題の快楽大研究 異説・新説の効能はいかに 板坂元の-90年代レポート』ベストセラーズ（ワニの本）1990
- 『異文化見聞録』全4巻 中野書店 1990-1991
- 『接待会話話のネタ本 すぐ役に立つ たちまち親密になるとっておき』経済界（タツの本）1990
- 『知性は邪魔しない Not snob,be smart』ダイヤモンド社 1991
- 『あ、性談が止まらない 珍説・ジョーク・秘密の話』ベストセラーズ（ワニ文庫）1991
- 『エピグラム思考 ちょっと変えるだけでこの名案 革命的発想術』青春出版社（プレイブックス）1991
- 『博学教授のおもしろ読本 ちょっと粋な話』同文書院（快楽脳叢書）1991
- 『キラリと光る文章技術 企画書も小論文も怖くない 「新しさ」「面白さ」をどう表現するか』ベストセラーズ（ワニの本）1992 「極めつきの文章読本」文庫
- 『うっかり日本語クイズ 仕事に勝つ!』同文書院（快楽脳叢書）1992
- 『リトルブランドディクショナリー』同文書院 1992
- 『頭にやさしい歴史雑学 つい話したくなる話』同文書院（快楽脳叢書）1992
- 『ちょっと小粋な話』PHP研究所 1992 「人生後半のための知的紳士学」文庫 1996
- 『日本を知る その暮らし365日』スリーエーネットワーク（にほんごのきそシリーズ）1992　新訂版 2003
- 『語源と謎解き 日本語を探る!』同文書院（快楽脳叢書）1992
- 『紳士の小道具』小学館 1993
- 『「思いつき」を企画にする技術 誰もがやっているちょっとした工夫』同文書院（快楽脳叢書）1993
- 『色恋江戸の本―知らなくてもいい面白話』同文書院 1993
- 『男の作法』日本能率協会マネジメントセンター 1993 のちPHP文庫
- 『ここで失敗する日本語マナー ほんとうの敬語』同文書院（快楽脳叢書）1993
- 『語源の日本史探検―こんな日本語の意外な史実』同文書院（快楽脳叢書）1993
- 『紳士の文房具』小学館 1994
- 『「人生」という時間の過ごし方 自分自身の人生を楽しむための処方箋』芸文社 1994 のちPHP文庫
- 『男と女のセクシー・ジョーク 思わず絶句!ちょっと過激なアノ話』日本文芸社・にちぶん文庫 1994
- 『老うほどに智恵あり』PHP研究所 1994
- 『「業界」用語の基礎知識』日本実業出版社 1995
- 『紳士の美学』PHP研究所 1995
- 『紳士の作法 テーブルマナーからビジネスマナーまで』PHP研究所 1995 のち文庫
- 『英語で話す「日本の謎」Q&A 外国人が聞きたがる100のWHY』1996 講談社インターナショナル
- 『紳士の悦楽』PHP研究所 1996
- 『紳士の食卓』小学館 1996 「男のこだわり」PHP文庫 1999
- 『板坂元の「知的生活」事典』PHPエディターズ・グループ 1997
- 『男だけの愉しみ』PHP研究所 1997
- 『男のたしなみ』PHP研究所 1997 のち文庫
- 『鞄の中の仲間たち』経済界 1997
- 『日本を創った100人』講談社インターナショナル 1998
- 『紳士の粋』小学館 1998
- 『発想の智恵表現の智恵』PHP研究所 1998
- 『男の装い』PHP研究所 1998
- 『日本を愉しむ暮し方』PHP研究所 1999
- 『日本語の「語源」ものしり辞典』大和出版 2000
- 『男の小道具 できるビジネスマンは本物が似合う』PHP研究所 2001

### 共編著・監修
- 『例解国語辞典』（三木孝・松井栄一・竹内輝芳 共著、時枝誠記 編）中教出版、1956年。
- Modern Japanese: A Basic Reader （「日本語現代文読本」）ハワード・ヒベット共著 Havard University Press, 1965 第2版 1967
- Modern Japanese: An Advanced Reader（「上級日本語読本」）牧野成一・山下貴久子共著 講談社インターナショナル 1974
- Encyclopedia of Japan（「英文日本大百科事典」、全9巻＋補遺1巻） 講談社 1983,1986 ISBN 4061445316
- 『データで見る日本 vs アメリカ：豊かさ、住みよさを徹底比較』（監修） PHP研究所 1989
- 『日本の名随筆 別巻 31 留学』（編）作品社 1993
- 『イギリスびいき』林望、西尾忠久、江國滋、西木正明、ジェルミ・エンジェル・川口敦子、枝川公一、市川森一、河口幹夫共著 講談社 1997
- 『日本語の「ことわざ」ものしり辞典』（監修） 大和出版 2000

### 翻訳・校注
- 井原西鶴『好色一代男』著  岩波書店 1957, 1991
- 『けいせい洗髪』古典文庫 1960（解説）
- 松尾芭蕉『おくのほそ道』白石悌三共校注・現代語訳 講談社文庫 1975
- ジャック・スワード『こもんせんす New Japanese & American's』三笠書房 1981
- ダニエル・ヤンケロビッチ『ニュールール』三笠書房 1982
- ノーマン・マルコム『ウィトゲンシュタイン 天才哲学者の思い出』講談社現代新書 1983 のち平凡社ライブラリー
- ポール・ファッセル『階級 「平等社会」アメリカのタブー』光文社 1987 のち文庫
- 『フダン着の国際人たち 日本人の国際性を問う 「ダグラス・ラミス」インタビュー集』片柳佐智子, 家本清美, 能登幸子, 小藤美智子共訳) バベル・プレス 1988
- スコット・エデルスタイン『アメリカ・カレッジ・マニュアル』荒竹出版 1989
- S・カーター& J・ソコル『今ベッドで何が… 愛と性・男と女の衝撃の証言著』フォー・ユー 1991

### 雑誌
- 棚町知弥 翻字 (1963-02). “海外資料紹介 月岑稿本増補浮世絵類考”. 近世文芸資料と考証 (七人社) 2:  121 - 144.
- 棚町知弥 翻字 (1964-02). “海外資料紹介 月岑稿本増補浮世絵類考2 （承前）”. 近世文芸資料と考証 (七人社) 3:  113 - 144.